# Anne de Vernal
Anne de Vernal, née en 1960 à Montréal, est une spécialiste québécoise en paléoclimatologie. Elle est professeure au Département des sciences de la Terre et de l'atmosphère de l'Université du Québec à Montréal.

## Travaux de recherche
Pour étudier les climats anciens, la chercheuse analyse des sédiments marins obtenus par le biais de forages océaniques. Par exemple, lors d'une expédition au large du Groenland, elle a prélevé des pollens fossilisés qui lui ont permis de confirmer que des forêts occupaient ce territoire, aujourd'hui sous les glaces, il y a 125 000 ans. C'est donc à partir d'archives naturelles qu'elle remonte l'histoire du climat et de l'occupation du nord québécois : cernes des arbres, pollens fossiles et carottes tirées des fonds océaniques ou des glaciers.
Pour caractériser les conditions environnementales du passé, elle utilise un bioindicateur : les kystes de dinoflagellés fossiles. Les dinoflagellés produisent des kystes, et ce sont eux que les chercheurs retrouvent sur le sol des océans.

## Prix et distinctions
2006 : Prix de la division de géoscience marine, Association canadienne de géologie
2011 : Prix Acfas Michel-Jurdant, le Prix Acfas dédié aux sciences de l'environnement.
2016 : Médaille Willet de la Société royale du Canada
2020 : Prix Marie-Victorin, le Prix du Québec destiné aux sciences naturelles et génie 

## Publications (sélection)
- 1999 : "Distribution of recent dinoflagellate cysts in surface sediments from the North Atlantic Ocean and adjacent seas in relation to sea-surface parameters", dans American Association of Stratigraphic Palynologists Contribution Serie, volume 35, p. 1-136, 1999.
- 2011: "Reconstructed changes in Arctic sea ice over the past 1,450 years", dans Nature, novembre 2011, p. 509
- 2020 : Anne de Vernal, Claude Hillaire-Marcel, Cynthia Le Duc, Philippe Roberge, Camille Brice, Jens Matthiessen, Robert F Spielhagen, Ruediger Stein. "Natural variability of the Arctic Ocean sea ice during the present interglacial", dans Proceedings of the National Academy of Sciences, no 43, pp. 26069-26075, 2020.